# Cephalodella gisleni
Cephalodella gisleni är en hjuldjursart som beskrevs av Berzinš 1953. Cephalodella gisleni ingår i släktet Cephalodella och familjen Notommatidae. Inga underarter finns listade i Catalogue of Life.